# Geleen

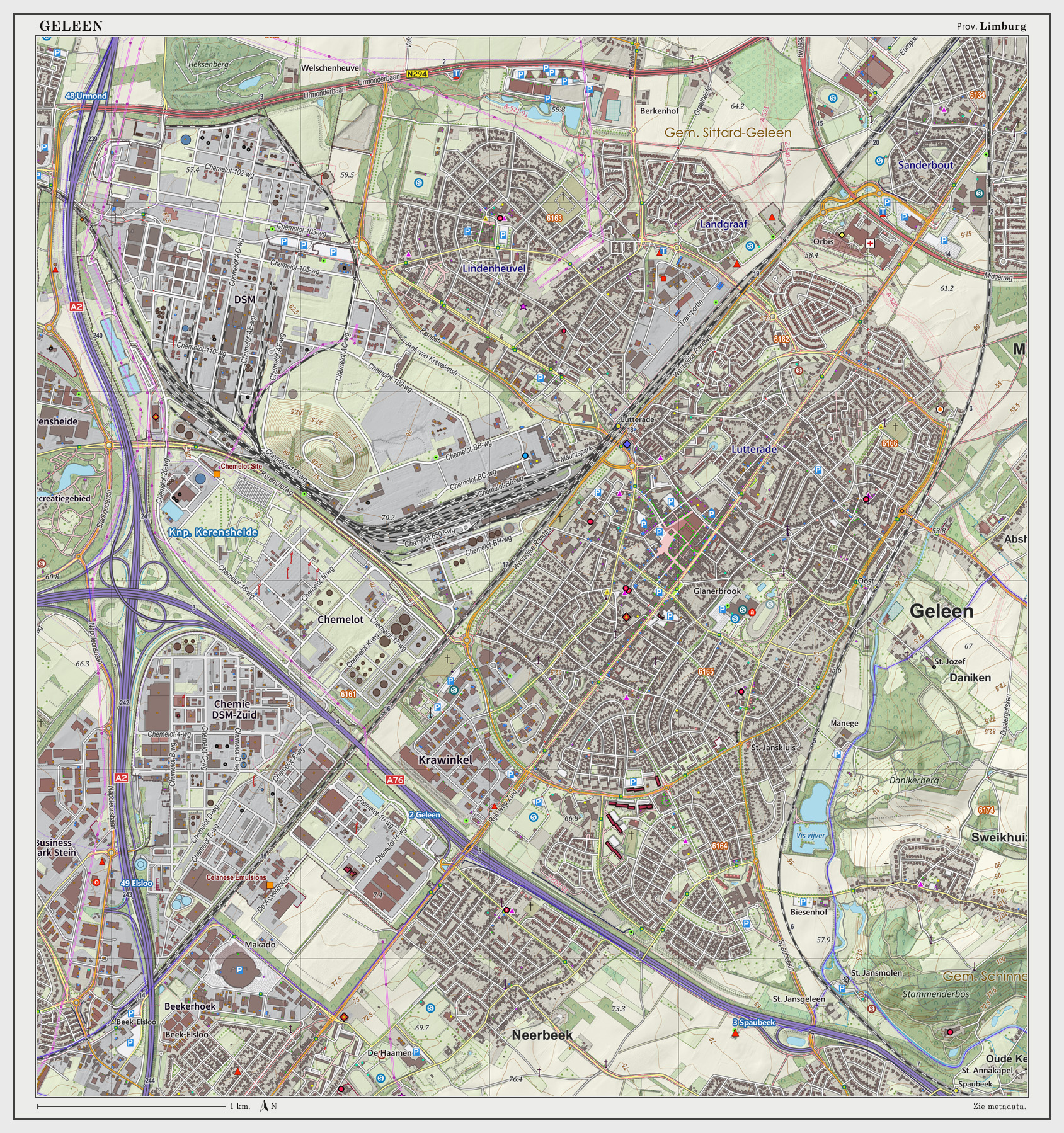
Topografische kaart van Geleen (woonplaats), maart 2014

Geleen (Limburgs: Gelaen) is een stad en voormalige gemeente in de Nederlandse provincie Limburg. Zij dankt haar naam (oorspronkelijk "Op-geleen", het huidige Oud-Geleen) aan haar ligging bij het riviertje de Geleen (van het Romeinse: Glana), ook wel de Geleenbeek genoemd), dat de oostgrens van de gemeente vormde. De plaats omvat de vroegere dorpskernen Oud-Geleen, Lutterade, Krawinkel, Spaans Neerbeek en Daniken, en daaromheen de in de laatste eeuw ontstane wijken. Anno 2023 wonen er 31.185 mensen. Geleen beslaat in 2023 een grondgebied van 1957 hectare land en heeft zodoende een bevolkingsdichtheid van 1626 inwoners/km².
Op 1 januari 2001 is Geleen met Sittard en Born bij een gemeentelijke herindeling samengevoegd tot de nieuwe gemeente Sittard-Geleen. 

## Geschiedenis

### Prehistorie en Romeinse tijd
In het gebied van de huidige gemeente Sittard-Geleen lagen de oudste boerendorpen van Nederland. Na vele eeuwen waarin de mensen een rondtrekkend jagersbestaan leidden vestigden zich hier ruim 5.000 jaar voor Christus de eerste mensen die leefden van akkerbouw en veeteelt. Dit waren bandkeramiekers, zo genoemd naar de versiering op hun aardewerk. Zij woonden in kleine nederzettingen van 5 tot 15 vrij grote huizen met in totaal zo'n 50 tot 150 bewoners. Hun woningen lagen op de lössgronden nabij de (Geleen)beek. Door deze ligging waren de noodzakelijke basisvoorzieningen water en vruchtbare grond ruim voorhanden. Na zo'n 400 jaar hebben deze eerste landbouwers de regio verlaten en hun beschaving is daarna om tot nu toe onbekende redenen verdwenen.
Ook latere beschavingen, zoals de Romeinse, hebben hier hun sporen nagelaten. Zo is er in Geleen, evenals in het nabije Limbricht en in Simpelveld, een sarcofaag teruggevonden. Deze en verder een in Buchten gevonden fraai beeldje van een haan uit de Romeinse tijd wijzen op de aanwezigheid van deze beschavingen.

### Middeleeuwen en ancien régime
Geleen werd voor het eerst in 1148 al vermeld als Glene (het huidige Oud-Geleen) en was aanvankelijk alleen een kerkdorp, behorend tot het Land van Valkenburg. De geschiedenis van deze plaats was nauw verbonden met de familie Huyn en hun kasteel Sint-Jansgeleen. Dit was tevens (vanaf 1557) de zetel van de heerlijkheid Geleen en Spaubeek die in 1654 werd verheven tot het graafschap Geleen.
De heerlijkheid Geleen behoorde tijdens de tachtigjarige oorlog tot de Spaanse Landen van Overmaas. Van 1713 tot 1794 viel Geleen bestuurlijk onder Oostenrijk, dat de Zuidelijke Nederlanden beheerste, en vervolgens tot 1815 onder Frankrijk. Na het ancien régime en de Franse tijd bleef Geleen meer dan een eeuw lang een dorpje bestaande uit vier kernen, de gehuchten Opgeleen, Lutterade, Neerbeek en Krawinkel.
Tussen 1843 en 1845 werd de Rijksweg Maastricht-Roermond aangelegd, in 1865 volgde de spoorlijn Roermond-Sittard en in 1896 de spoorlijn Sittard-Heerlen. Zo kwamen er twee spoorwegstations in Geleen, maar tot omstreeks 1920 was van verstedelijking nog geen sprake.

### Opkomst mijnbouw
De gemeente Geleen kwam zeer snel en spectaculair tot ontwikkeling na de bouw van de kolenmijn Staatsmijn Maurits. Hiermee werd in 1915 aangevangen op de Hellingstock, een uitgestrekt veld tussen Lutterade en Krawinkel. In 1924 werd de mijn in exploitatie genomen en op 1 januari 1926 werd deze, na jaren van voorbereiding, officieel geopend en zou weldra uitgroeien tot de grootste en modernste van Europa. Ook kwamen er vervolgfabrieken zoals cokesovenfabrieken voor productie van lichtgas en chemische fabrieken voor kunstmest en kunststoffen waarvoor de vetkolen van de Maurits als grondstof dienden. De bouw van al deze fabrieken veroorzaakte een toevloed van arbeiders en leidinggevend personeel. Veel medewerkers moesten in Geleen gehuisvest worden. Hierdoor steeg het aantal inwoners van Geleen zeer explosief. In zestig jaar tijd nam de bevolking toe tot het tienvoudige. Tot de bouw van de Staatsmijn Maurits (1915-1923) was Geleen een dorpje van ruim 3.000 inwoners, bestaande uit de kernen Geleen (Oud-Geleen), Lutterade, Spaans Neerbeek en Krawinkel. In 1930 bedroeg de bevolking al 12.000 zielen, in 1955: 25.000 en in 1980: 36.000. Eerst door de sluiting van de mijn Maurits en vervolgens door vergrijzing en 'ontgroening' is het inwoneraantal sinds de jaren 90 weer teruggelopen naar ruim 31.500 eind 2019.

### Demografische ontwikkeling
Geleen, en aanvankelijk vooral Lutterade, werd het bloeiende centrum van de zogeheten Westelijke Mijnstreek, thans nog een streekgewest. Het gemeentebestuur van Geleen had in 1920 een vooruitziende blik aangaande de ontwikkelingen rond de mijnindustrie en besloot om een nieuw raadhuis te bouwen. Men deed dit op een locatie die precies tussen de drie kernen Oud-Geleen, Lutterade en Krawinkel was gelegen, midden in de korenvelden van de Geleense agrariërs. Het gebouw werd in 1922 in gebruik genomen en heeft nog jarenlang moederziel alleen op de velden gelegen zonder enige bebouwing eromheen. Er werd tevens een nieuwe burgemeester benoemd in de persoon van de uit Brabant afkomstige F.A.L.M Damen. Hij zou zijn ambt ruim 30 jaar blijven uitoefenen in Geleen.
De gemeente werd al spoedig uitgebreid met andere nieuwe wijken te weten Lindenheuvel (met als eerste bebouwing de sub-wijk Swentibold, meer bekend onder de naam Oude Kolonie), het Hemelrijk, Patersveld, Kluis en later Geleen-Zuid, Dassenkuil en Haesselderveld. Als jonge, dynamische industriestad en economische motor van de regio met veel toestroom van hoger kaderpersoneel stak Geleen weldra het naburige Sittard naar de kroon. In korte tijd werd in Geleen een geheel nieuw stadscentrum ontwikkeld waarin alle bekende warenhuizen en grote winkelketens neerstreken. Met enige jaloezie werd hier door Sittard naar gekeken. Dit vanouds levendige, historische stadje had wel een marktcentrum, maar met veel minder groeipotentieel en zag in het naburige Geleen een enorme concurrent. De verhoudingen tussen beide gemeenten werden lange tijd gekenmerkt door een grote onderlinge rivaliteit en na-ijver. Sittard deed in 1928 zelfs een poging tot annexatie van Geleen, hetgeen leidde tot fel protesten van de Geleense bevolking, en met succes. Uit deze tijd stamt een Geleens (carnavals)liedje "Gans Gelaen dat is d'r taege".

### Na de mijnsluiting
Een terugslag kwam in 1965, toen de mijnsluitingen werden aangekondigd. De staatsmijn Maurits, waarvan Geleen zo afhankelijk was, sloot reeds in 1967. Het chemiecomplex van de Staatsmijnen, voortgekomen uit cokesfabrieken en het stikstofbindingsbedrijf, bleef in functie en schakelde om op aardgas als grondstof. Men produceerde aanvankelijk voornamelijk kunstmest en kunststoffen, later werd men ook actief in de fijnchemie. De kunstmesttak verzelfstandigde als OCI Agro, SABIC nam de bulkchemie over, de fijnchemie bleef in handen van de feitelijke opvolger van Staatsmijnen, DSM. Het chemiepark verzelfstandigde onder de naam Chemelot. Hiermee bleef een deel van de werkgelegenheid gewaarborgd. Naar het noorden toe groeide Geleen vast aan de kom van Sittard, slechts daarvan gescheiden door de provinciale weg 276, hier fungerend als rondweg om Sittard. Ook stuitte Geleen op de grenzen van de kom van Munstergeleen in het oosten, en de A76 en Neerbeek in het zuiden.

## Bezienswaardigheden

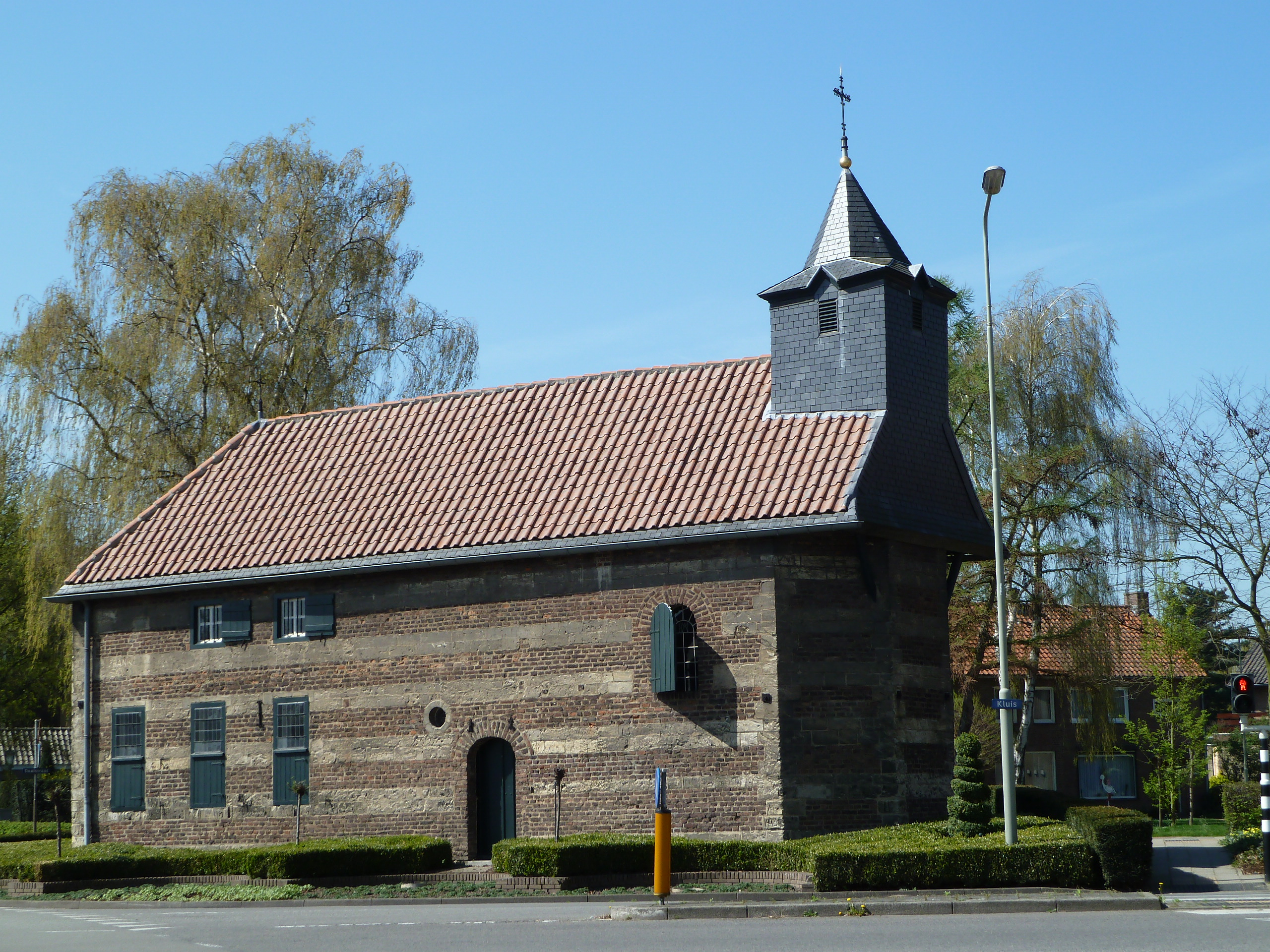
Sint-Janskluis uit 1699.

### Kerkelijke gebouwen
- Sint-Marcellinus en Sint-Petruskerk te Oud-Geleen.
- Christus Koningkerk van 1952 in de wijk Kluis.
- Sint-Janskluis uit 1699.
- Heilig Hart van Jezuskerk of Paterskerk, van 1935.
- Sint-Augustinuskerk, van 1934, in de wijk Krawinkel.
- Pastoor van Arskerk, van 1971, in de wijk Geleen-Zuid.
- Verrijzeniskerk, van 1960.
- Onze-Lieve-Vrouw van Altijddurende Bijstandkerk van 1928, in de wijk Lindenheuvel
- Heilige Engelbewaarderskerk van 1962, in de wijk Lindenheuvel, gesloopt in 2005
- Sint-Barbarakerk van 1957, in de wijk Lindenheuvel, gesloopt in 1995.
- Bethelkerk, gereformeerd kerkgebouw van 1931 in stadsdeel Lutterade, gesloopt in 1994.
- Kruiskerk, hervormd kerkgebouw van 1956, gesloopt in 1994.
- Ontmoetingskerk, van 1992.
- Nieuw-Apostolische kerk, van 1975.
- Klooster Sancta Maria, van 1940.
- Monument in de Geenstraat (bij station Geleen-Lutterade) ter herinnering aan de martelares Luise Löwenfels, ofwel zuster Aloysia.[2] Het monument staat op de plaats waar indertijd het klooster van de zusters stond.
- Mariakapel uit 1940 in Krawinkel
- Kruiskapel uit de 19e eeuw in Krawinkel
- Calvariekapel in Oud-Geleen
- Kruiskapel aan de Hendriklaan-Irenelaan in Oud-Geleen
- Kruiskapel aan de Norbertijnenstraat in Oud-Geleen
- Kerkhofkapel in Lutterade

### Overige bouwwerken
- Beschermd stads- en dorpsgezicht van Oud-Geleen
- Complex van het vroegere Kasteel Sint-Jansgeleen of Huis Spaubeek, met ruïne van het slot, gerestaureerde en bewoonde voorhof (kasteelhoeve met voormalige pachterswoning).
- Watermolen Sint Jansmolen, even ten zuidoosten van Geleen, op grondgebied van de gemeente Beek, nabij Spaubeek.
- Voormalig raadhuis, van 1922.
- Bierbrouwerij De Kroon J. Schrijnemakers, aan Marcellienstraat 20, van 1865

Bedrijfsgebouwen e.d.
- Hoofdgebouw Staatsmijn Maurits, aan Mijnweg 1, van 1924, door Willem Leliman, in expressionistische stijl. In gewapend beton en met baksteen bekleed.
- Watertoren van Staatsmijn Maurits, van 1924.
- Mijnwerkersmonument van 1937, door E. Quanjel-Van Thoor, dat de overgang van agrarische naar industriële samenleving symboliseert.
- Barbaramonument van 1951
- Mozaïekmonument Mijn Maurits van 1953 ter ere van het jubileum van de Staatsmijnen
- Mijnwerkerskolonie Lindenheuvel.
- Gerestaureerde voormalige steenfabriek Plinthos, met ringoven van 1920, het tegenwoordige bureau van Landschapspark De Graven, in de buurtschap Daniken (bij Geleen-Oost)
- Voormalige Cinema Roxy, aan Rijksweg Centrum 65-69, van 1932. Expressionistisch, ontworpen door H. Schols.
- Zuyderland ziekenhuis (van 2009-2015: Orbis medical park).

Woonhuizen
- Drossaerdhuis in de Geenstraat.
- Huis Maes, aan Leurstraat 4, met 16e-eeuwse kern. Bakstenen huis met mergelstenen speklagen.
- Huis du Prez, aan Marcellienstraat 10, met 17e-eeuwse kern.
- Pieterstraat 2, met gezwenkte topgevel, van 1753.
- Pieterstraat 17-19, van 1777.
- Jodenstraat 5-7, van 1799.

Boerderijen
- De Biesenhof, recent gerestaureerde historische hoeve, nabij Sweikhuizen.

Wijken
- Oud-Geleen;
- Lutterade;
- Krawinkel;
- Spaans Neerbeek;
- Daniken;
- Haesselderveld;
- Geleen-Zuid (o.a. Zuidhof, met Winkelcentrum Zuidhof).

Zie ook
- Lijst van rijksmonumenten in Geleen
- Lijst van gemeentelijke monumenten in Geleen

## Economie en infrastructuur
De Staatsmijn Maurits, in exploitatie genomen in 1924, was na een stormachtige expansie een halve eeuw later ook de eerste van de Nederlandse steenkoolmijnen die gesloten werd (1967). De chemische industrie, aanvankelijk de dochterindustrie van de Maurits, bleef over, maar nu niet meer de vetkool als grondstof maar het Groningse aardgas. Zoals tevoren Geleen en Maurits bijna synoniemen waren, zo waren dat sindsdien ook weer Geleen en DSM. Dit bleef zo totdat DSM een omschakeling maakt van bulkchemie naar fijnchemie en een aantal van de bestaande fabrieken werden verkocht. Hierdoor verschenen nieuwe zogeheten internationals zoals SABIC, Lanxess (elastomeren), OCI Agro en dergelijke op het fabrieksterrein in Geleen. Hiervoor werd het noodzakelijk om een overall beheer van het huidige Sittard-Geleense industriecomplex in het leven te roepen onder de naam Chemelot. Geleen was en bleef het echter centrum van de zware industrie in Limburg. De grote binnenhavens aan het Julianakanaal bij Stein en Born completeert het beeld van deze belangrijke industriële site, evenals de nabije luchthaven Maastricht Aachen Airport bij Beek.
Aanvullend zijn er twee industrieparken in Geleen: het industriepark Krawinkel (in het zuidwesten, 41 ha) en het industriepark Borrekuil (langs het spoor, 22 ha, ten noorden van station Geleen-Lutterade).
In 2003 werd de nieuwe winkelboulevard Gardenz geopend, aanvankelijk als tuinboulevard maar later werden de voorwaarden voor vestiging van bedrijven verruimd ten gunste van verdere grootschalige detailhandel.
Geleen heeft twee treinstations, te weten station Geleen-Lutterade (aan de spoorverbinding Sittard - Maastricht) en station Geleen Oost (aan de spoorverbinding Sittard - Heerlen). De bereikbaarheid voor autoverkeer is goed te noemen door de nabije ligging van de autowegen A2 (Eindhoven - Maastricht) en A76 (Antwerpen - Aken) die met elkaar zijn verbonden middels het knooppunt Kerensheide. De ontlasting van het centrum wordt gerealiseerd door het doorgaand verkeer om te leiden via de Westelijke Randweg en de Middenweg (N276). De wijk Lindenheuvel wordt met oostelijk Geleen verbonden middels twee ondertunnelingen van de spoorlijn Maastricht-Sittard; de in 1931 geopende Julianatunnel in Geleen-Centrum die tevens diende voor een betere bereikbaarheid van de Staatsmijn Maurits, en de in 1984 aangelegde Elsenburgtunnel aan de noordzijde van Geleen.

## Natuur en landschap
Geleen ligt op een hoogte van ongeveer 66 meter op het Plateau van Graetheide en in het Geleenbeekdal. Door de zeer sterke verstedelijking en industrialisatie, en de aanleg van een massieve infrastructuur, is het grootste deel van het gebied bebouwd en anderszins sterk door de mens beïnvloed en gewijzigd. Zo is met de mijnbouw de Mauritsberg opgeworpen, een steenberg van de Staatsmijn Maurits die de grootste steenberg van Nederland was. Enkel in het oosten, waar het dal van de Geleenbeek ligt, is nog enige open ruimte aanwezig, abrupt via een steile helling overgaand in het Stammenderveld en de Danikerberg, die tot Sweikhuizen behoren.
In de bodem van Geleen bevinden zich de Geleenbreuk, de Heerlerheidebreuk, de Benzenraderbreuk en de Neerbeekbreuk.
Ook kent Geleen niet veel parken. Het vrij kleine Burgemeester Damenpark werd in 1931 aangelegd naar ontwerp van Dirk Tersteeg. In 1946 werd er een sintelbaan aan toegevoegd. In 1986 en 1987 werd het in het park liggende sportcomplex Glanerbrook flink uitgebreid. Het complex neemt het grootste deel van het park in beslag.

## Klimaat
| Maand                                                                                       | jan  | feb  | mrt  | apr  | mei  | jun  | jul  | aug  | sep  | okt  | nov  | dec  | Jaar |
| ------------------------------------------------------------------------------------------- | ---- | ---- | ---- | ---- | ---- | ---- | ---- | ---- | ---- | ---- | ---- | ---- | ---- |
| Hoogste maximum (°C)                                                                        | 12,1 | 13,8 | 18,7 | 23,2 | 26,6 | 30,5 | 32,2 | 32,8 | 28,1 | 24,3 | 17,6 | 12,6 | 32,8 |
| Gemiddeld maximum (°C)                                                                      | 6,0  | 7,1  | 11,0 | 15,0 | 18,9 | 21,4 | 24,0 | 24,2 | 20,5 | 16,4 | 10,4 | 6,6  | 15,2 |
| Gemiddeld minimum (°C)                                                                      | 0,5  | 0,5  | 2,5  | 4,5  | 8,1  | 10,6 | 12,7 | 12,6 | 10,1 | 6,9  | 3,7  | 1,4  | 6,2  |
| Laagste minimum (°C)                                                                        | −6,5 | −5,4 | −3,4 | −2,3 | 1,0  | 4,3  | 7,3  | 6,9  | 4,2  | −1,1 | −2,7 | −5,5 | −6,5 |
|                                                                                             |      |      |      |      |      |      |      |      |      |      |      |      |      |
| Neerslag (mm)                                                                               | 57   | 50   | 48   | 41   | 56   | 52   | 57   | 49   | 50   | 50   | 51   | 62   | 623  |
| Zonuren (uur/dag)                                                                           | 4,8  | 5,9  | 7,0  | 7,8  | 8,3  | 8,4  | 8,9  | 9,5  | 8,4  | 8,4  | 5,5  | 4,2  | 7,3  |
| Bron: https://www.buienradar.nl/weer/geleen/nl/2755616/klimaat (geraadpleegd op 7 mei 2021) |      |      |      |      |      |      |      |      |      |      |      |      |      |

## Gezondheidszorg en welzijn
Aan de Middenweg in Geleen is per 31 januari 2009 het Orbis Medisch Centrum geopend ter vervanging van het Sittardse Maaslandziekenhuis. Van 2009-2015 als medical park opererend onder de naam Orbis Medisch en Zorgconcern. In 2015 is na een fusie met het Atrium Medisch Centrum te Heerlen de naam gewijzigd in Zuyderland. Ten behoeve van ouderenzorg en -verpleging zijn er zorgcentra Orbis Sint-Odilia en Orbis Sint-Jansgeleen in Geleen-Zuid. Voor levenseindezorg is de kliniek Orbis Daniken eveneens in Geleen-Zuid. Woonzorgcentra die fungeren onder de zorggroep Vivantes zijn: Bunderhof in Geleen-Zuid, Bloemenhof in Lindenheuvel, Olympiastaete in Geleen-Centrum en Woonzorgcentrum Oud-Geleen.

## Wijken, buurten en centra
Geleen is in volgende wijken en buurten verdeeld:
Dassenkuil, Geleen-Centrum, Geleen-Zuid, De Haese, Haesselderveld, Janskamperpark, Kluis, Krawinkel, Landgraaf, Lindenheuvel, Lutterade en Oud-Geleen.
Geleen Centrum, gelegen in de wijk Lutterade, heeft zich in de jaren 1930-1970 ontwikkeld tot het economisch centrum van de regio Westelijke Mijnstreek. Na 1970 is, mede door de sluiting van de Maurits, een einde gekomen aan deze sleutelpositie. Tijdens de economische neergang na 2008 kreeg het centrum te maken met de grootste leegstand van Limburg en zelfs in Nederland. De grootste publiekstrekker voor het centrum is sinds jaar en dag de wekelijkse zaterdagmarkt die reeds werd gestart in de jaren 1930. De belangrijkste winkelstraten van het centrum zijn: Raadhuisstraat, Rijksweg Centrum, Salmstraat, Annastraat en Markt.
Andere centra vindt men in de wijken Lindenheuvel (rond de Bloemenmarkt), Geleen-Zuid (het winkelcentrum Zuidhof) en Oud-Geleen (de hoek Pieterstraat-Pastoor Vonckenstraat).

## Cultuur en sport

### Vertier en vermaak
Pinkpop, het oudste popfestival van Europa, werd in 1970 voor de eerste keer georganiseerd in het Sportpark van Geleen. Verder is in Geleen jaarlijks de Gelaender Kirmes (het vroegere World Town Fair) te vinden, een van de grotere kermissen van Nederland en de op een na grootste van Limburg na de Weerter kermis. De naam Wereldstad (zo genoemd, omdat het dorp in zeer korte tijd uitgroeide tot een middelgrote moderne stad) neemt Geleen aan in carnavalstijd, als de stad door de Flaarisse wordt geregeerd.
In het verleden was Geleen het centrum van het traditionele straattheater. Sinds 1994 vindt jaarlijks in het weekend van Moederdag het festival Mama's Pride plaats op het terrein van het Burgemeester Damenpark, nabij het terrein waar Pinkpop ooit begon.
Geleen heeft de grootste bioscoop van de regio, Foroxity Filmarena aan de Middenweg. De nieuwbouw van deze bioscoop verving de oude bioscoop Forum in Sittard en de Roxy in Geleen, die beide werden opgeheven. In juli 2011 maakte de gemeente Sittard-Geleen bekend een subsidie te verlenen om de oude Roxybioscoop in stand te houden door geschikt te maken voor bewoning. De monumentale elementen aan het pand zoals de oorspronkelijke ramen en deuren, glas in loodvensters en de verticale betonnen ornamenten aan de voorgevel werden hierbij gerenoveerd. Deze bioscoop is in 1932 gebouwd naar een ontwerp van de Geleense architect P.A. Schols en werd eerder in 1960 en 1972 gerenoveerd.

### Sport
In 1926, na de opening van de mijn Maurits, werd de bedrijfsvoetbalclub SV Maurits opgericht. Hoogtepunt van deze club was de deelname aan het landskampioenschap der amateurs in 1950 (winnaar Limburgia Brunssum, de bedrijfsvoetbalclub van de mijn Hendrik) en de opening van het Mauritsstadion een jaar eerder.
In de stad werden in 1954 de voetbalbond NBVB en Fortuna '54 opgericht, beide een initiatief van de vermogende Geleense zakenman Gied Joosten. Een aantal bekende Nederlandse profvoetballers, die voorheen door de KNVB in de ban waren gedaan wegens betaalde activiteiten, werden gecontracteerd, onder wie midvoor Bram Appel, stopperspil Cor van der Hart en keeper Frans de Munck. De club speelde haar thuiswedstrijden in het voornoemde Mauritsstadion en verwierf in korte tijd een internationale reputatie vergelijkbaar met het Ajax en PSV in onze dagen. In de periode 1960-1963 kon men zelfs nog de grote Faas Wilkes bij Fortuna bewonderen. De club werd vaak door grote buitenlandse clubs uitgenodigd om in hun stadion spectaculaire en lucratieve demonstratiewedstrijden te komen spelen en ook in Geleen werden vele bekende buitenlandse clubs ontvangen. Fortuna stak daar zoveel energie in, dat de strijd om het landskampioenschap vaak pas op de tweede plaats kwam. Het gevolg was dat de club dan ook nooit nationaal kampioen werd, hetgeen toen echter wel minder van belang was, omdat er nog geen Champions League bestond. Fortuna '54 zette Nederland als voetballand weer op de kaart, na de jarenlange neergang onder de verouderde amateurbond. Op haar hoogtepunt leverde speelde het Nederlands elftal met zeven Fortunezen in één wedstrijd.
Later, bij de naderende neergang van de mijnindustrie in Geleen, werden de prestaties van de club minder en werd deze aan alle kanten voorbijgestreefd door andere eredivisieclubs. Uiteindelijk fuseerde zij met het eveneens wegkwijnende Sittardia uit buurgemeente Sittard tot de nieuwe combinatie Fortuna Sittardia Combinatie (FSC), later Fortuna Sittard, waarbij om en om in Sittard en Geleen werd gespeeld. Deze nieuwe club was een in aanleg ambitieuze club, later gehuisvest in een fraai, nieuw stadion, symbolisch gelegen op het raakpunt van beide gemeentelijke deelkernen. Deze fusie preludeerde eigenlijk al op de latere gemeentelijke herindeling van beide gemeenten.
Bekende andere sportverenigingen die op nationaal niveau presteerden zijn de handbalvereniging V&L Geleen en de in 1968 opgerichte Geleense ijshockeyclub Smoke Eaters, thans Snackpoint Eaters Limburg geheten. Tevens de damvereniging De Vaste Zet, de tennisvereniging GTR (Geleense Tennisvereniging Ready), de atletiekvereniging Unitas (later gefuseerd en haar domicilie in Sittard), de tafeltennisvereniging TTC Kluis en de zwemvereniging Watervrienden Geleen die om de vier jaar deelneemt aan de jeugdolympiade. Geleen bezit ook een 400 meter schaatsbaan gecombineerd met wielerbaan als onderdeel van het sportcomplex Glanerbrook, gelegen in het Burgemeester Damen Park.
Bekende Geleense topsporters waren de wielrenners Hub Vinken en Jan Nolten, voetballer Pierre Kerkhoffs en hockeyster Maartje Paumen. Ook de bekende sportverslaggever Jean Nelissen, lang werkzaam voor de NOS, mag hier niet onvermeld blijven.

## Onderwijs
Aan de Jos Klijnenlaan 683 ligt het Graaf Huyn College voor onderwijs op vmbo, havo, atheneum en gymnasium. Dit college ontstond uit een fusie van het College St. Michiel (op dezelfde locatie), het Albert Schweitzer college Don Bosco en Mavo Sint Anna. Het college heeft twee gebouwen op één locatie. Er is één gebouw voor havo/vwo-leerlingen en één gebouw voor vmbo-leerlingen. Verder is de school onderverdeeld in drie units, te weten een unit havo/vwo onderbouw, een unit havo/vwo bovenbouw en een unit vmbo. Het GHC heeft een streekfunctie en biedt onderwijs aan ca. 4000 leerlingen.

## Nabijgelegen kernen
Sittard, Neerbeek, Sweikhuizen, Munstergeleen, Einighausen, Urmond, Stein